# 나비 시트 경기장
나바 시트 경기장(아랍어: النبي شيث, 영어: Nabi Chit Stadium)은 레바논 알나비샤이스에 있는 다목적 경기장이다. 현재는 주로 베카 SC의 홈구장으로 사용된다.